# سوابوشوو
سوابوشوو (به لهستانی:  Słaboszów) یک روستا در لهستان است که در گمینا سوابوشوو واقع شده‌است. سوابوشوو ۳۴۰ نفر جمعیت دارد.